# Nøgen Frokost
Nøgen Frokost er en roman af den amerikanske forfatter William S. Burroughs, en af de mest fremtrædende beatforfattere. Romanen udkom som The Naked Lunch (senere som Naked Lunch) på engelsk i Paris i 1959. Den kom på dansk som Nøgen Frokost i 1967.
Bogen blev i USA først betragtet som obskøn af United States Postal Service, staten Massachusetts og byen Los Angeles, men kunne efter flere retssager frit sælges. Romanen er senere betragtet som så betydningsfuld, at den blev inkluderet i Time Magazines "100 Best English-language Novels from 1923 to 2005".
David Cronenberg instruerede en film med samme navn i 1991.

## Internet links
- Kort beskrivelse på dansk (Webside ikke længere tilgængelig)
- All-Time 100 Novels Arkiveret 29. marts 2009 hos  Wayback Machine
- Den originale anmeldelse i Time fra 1962 Arkiveret 19. april 2009 hos  Wayback Machine

| Bog | Spire Denne artikel om bøger og tidsskrifter er en spire som bør udbygges. Du er velkommen til at hjælpe Wikipedia ved at udvide den. |